# Торф'яно-болотні ґрунти
Торф'яно-болотні ґрунти — підтип болотних ґрунтів, які формуються в умовах надмірного зволоження атмосферними та ґрунтовими водами, за рахунок застою поверхневих вод або близького залягання підґрунтових вод, під специфічною вологолюбною рослинністю і наявністю болотної рослинності. Відноситься до інтразональних ґрунтів (ґрунти, які є не типові для певних ґрунтово-географічних зон, а зустрічаються в багатьох зонах).
Торф'яно-болотні ґрунти є верхньою частиною торф'яних покладів боліт і мають шар торфу від 20 до 50 см. За структурою торф'яно-болотні ґрунти нагадують подобу губки, що легко вбирає, а й легко віддає воду. Торф'яно-болотні ґрунти повільно прогріваються, оскільки торф погано проводить тепло. Ці ґрунти, після проведення меліорації, використовують як сільськогосподарські угіддя. Осушення та сільськогосподарське використання різко змінює властивості і режими торф'яно-болотних ґрунтів. На фоні зменшення вологості ґрунту відбувається механічне осідання торфу, підвищується температура органогенних горизонтів, зростає аерація профілю, відновні умови змінюються на окислювальні. В цілому зниження рівня ґрунтових вод підвищує біологічну активність торф'яно-болотних ґрунтів.

Прип'ятське Полісся
Торф'яно-болотні ґрунти на території Білорусі

## Поширення
В Україні торф'яно-болотні ґрунти поширені у низовинах Полісся та заплавах річок лісостепу. Ці ґрунти також зустрічаються на Західносибірській рівнині Росії, в Підляському воєводстві Польщі, займають близько 14% території Білорусі — найбільше їх в Брестській, Мінській та Гомельській областях.

## Класифікація
Залежно від складу, рослинності та умов водного живлення серед торф'яно-болотних ґрунтів виділяють: торф'яні верхові, низинні, перехідні та заплавні ґрунти. 
- Верхові торф'яно-болотні ґрунти — формуються в умовах зволоження атмосферними опадами під оліготрофною рослинністю. Для них характерною є кисла реакція, низька зольність (2,4— 6,5 % на суху речовину) та невелика об'ємна вага (0,10—0,15).
- Низинні торф'яно-болотні ґрунти — утворюються на низинних болотах під впливом мінералізованих ґрунтових вод. На цих ґрунтах розвивається евтрофна та мезотрофна рослинність. Цей тип торф'яно-болотних ґрунтів має кислу реакцію, високу ємність поглинання, високу зольність (більше 10 %), містять значні запаси азоту, об'ємна вага 0,15—0,20.
- Перехідні торф'яно-болотні ґрунти — формуються на перехідних болотах і складаються з перепрілих залишків деревної та трав'яної рослинності.
- Заплавні торф'яно-болотні ґрунти — утворюються в заплавах річок під лучно-болотною, а також деревною рослинністю в умовах постійного перезволоження підґрунтовими й періодичного повеневими та паводковими водами[4]. Для цих ґрунтів характерне збільшення величини загальної шпаруватості вниз по профілю, що пов'язане зі збільшенням вмісту органіки в нижніх горизонтах цих ґрунтів.